# Korbinian – Paul-Maar-Preis

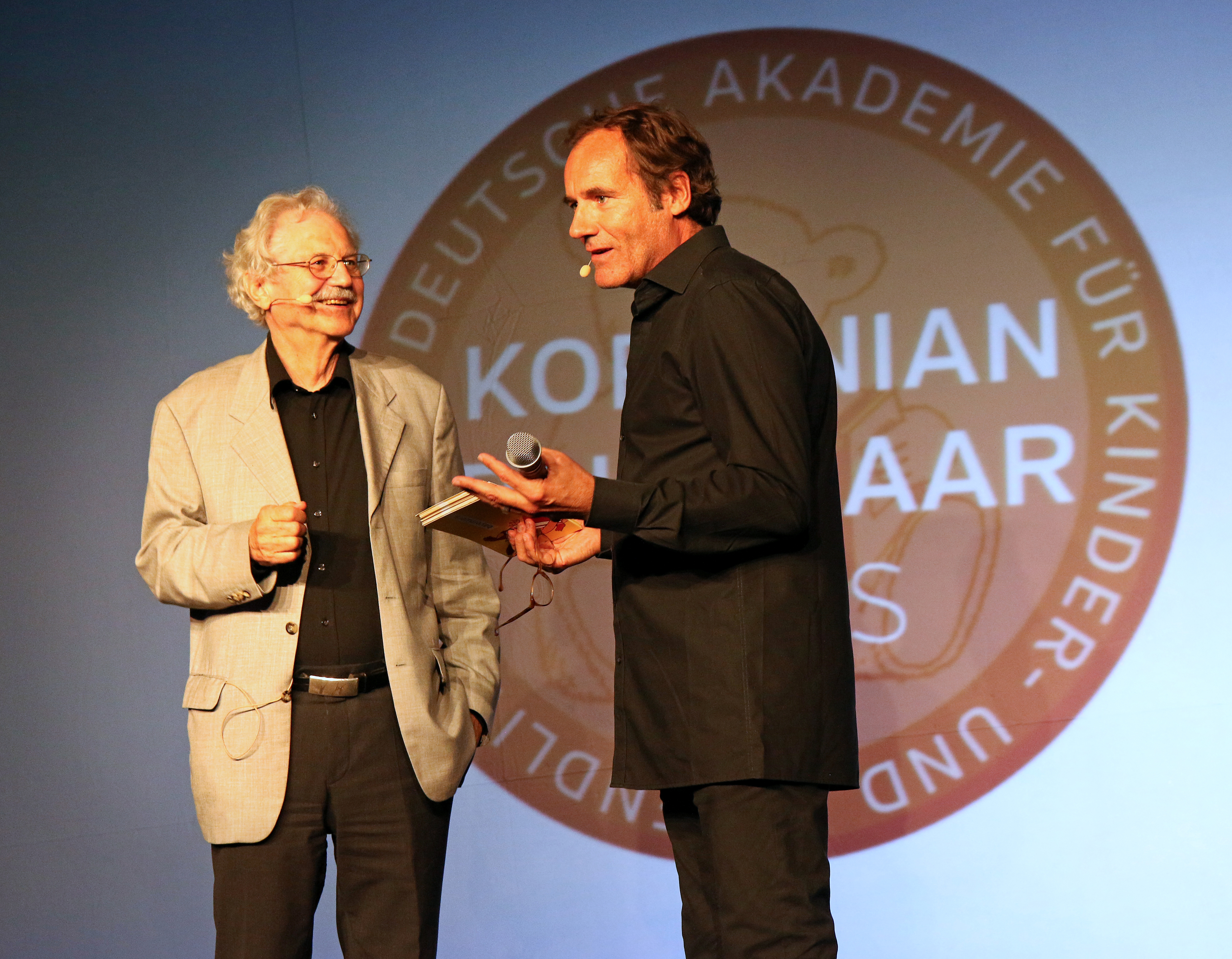
Paul Maar (links) bei der Verleihung des nach ihm benannten Preises mit Moderator Thomas Ohrner (2019)

Der Korbinian – Paul-Maar-Preis ist ein deutscher Literaturpreis, der seit 2009 jährlich von der Deutschen Akademie für Kinder- und Jugendliteratur als „Nachwuchspreis für deutschsprachige Autorinnen und Autoren der Kinder- und Jugendliteratur“ verliehen wird. Der ursprünglich mit „Nachwuchspreis“ bzw. von 2014 bis 2016 mit „Nachwuchspreis deutschsprachige Autorinnen und Autoren“ benannte Preis wurde 2017 anlässlich des 80. Geburtstages des Autors und Mitinitiators des Preises Paul Maar umbenannt. Der Preis ist mit 2500 Euro dotiert (Stand 2021).

## Preisträger
- 2024: Anne Becker für Luftmaschentage
- 2023: Julia Willmann für Ganz oben fliegt Lili
- 2022: Anne Gröger für Hey, ich bin der kleine Tod
- 2021: Martin Dolejš für Im Land der weißen Schokolade
- 2020: Dita Zipfel (Text), Rán Flygenring (Illustrationen) für Wie der Wahnsinn mir die Welt erklärte[2]
- 2019: Lara Schützsack für Sonne, Moon und Sterne
- 2018: Jens Raschke (Text) / Jens Rassmus (Illustrationen) für Schlafen Fische?
- 2017: Johannes Herwig für Bis die Sterne zittern
- 2016: Que Du Luu für Im Jahr des Affen
- 2015: Stefanie Höfler für Mein Sommer mit Mucks
- 2014: Anna Seidl für Es wird keine Helden geben
- 2013: Nina Töwe für Hans und die Bohnenranke
- 2012: Anja Stürzer (Text) / Julia Dürr (Illustrationen) für Sominavero
- 2011: Katrin Wiehle für Professor Pfeffers tierisches Abenteuer
- 2010: Jonas Lauströer für Hans Huckebein der Unglücksrabe
- 2009: Anke Dörrzapf (Text) / Claudia Lieb (Illustrationen) für Die wunderbaren Reisen des Marco Polo